# Dynatop
Dynatop – uniwersalna nawierzchnia boisk sportowych, mineralna zaliczana do grupy nawierzchni naturalnych. Popularna w Skandynawii ze względu dużą chłonność wody. W Polsce istnieje kilka obiektów sportowych wykorzystujących tę nawierzchnię. Są to głównie obiekty tenisowe: COS - Spała posiada 5 kortów tenisowych o tej nawierzchni, Korty Malta – Poznań, 2 korty o nawierzchni dynatop.